# Jocelin Haas
Jocelin Haas est un acteur présentateur/animateur bilingue anglais-français. Né à Paris, il a la double nationalité France-Canada.

## Biographie
Joueur de tennis de table professionnel puis coach sportif, il se lance dans la magie durant ses études en sciences du sport. À 24 ans, il part vivre à Hawaï puis au Canada. Après des débuts remarqués à Montréal comme humoriste, notamment au Québec Comedy Club et couscous comedy show. Il suit des cours d'art dramatique à New York et part s'établir à Toronto pour se lancer dans le cinéma.
Il participa à l'émission La France a un incroyable talent animée par le magicien Éric Antoine sur M6 en novembre 2019 et sera demi-finaliste en formant un duo comique aux côtés de Bruce Fauveau. Leur sketch sur la ponctuation a fait des millions 
Aujourd’hui, Jocelin est Maitre de cérémonie. Il présente divers évènements culturels et sportifs en anglais et en français. Il anime, sur scène et à la télévision, des galas, des congrès, des festivals ainsi que des tournois sportifs. Il fait partie de l’association des maitres de cérémonies d’Europe.

## Filmographie
Cinéma
Entre 2012 et 2017, il est crédité dans 17 films et séries en tant qu'acteur 
- 2016 : Eroticide : Yan
- 2014 : Portes tournantes (court métrage) : un homme
- The Great Art of Being (en production)

Téléfilms
- 2016 : French Romance (Summer Villa) : Jean-Luc

Séries télévisées
- 2015 : V Morgan Is Dead : David
- 2015 : Heroes Reborn : le Français invisible
- 2015 : 19-2 : le dentiste
- 2016 : Beauty and the Beast : le mari